# Bioorganic & Medicinal Chemistry Letters
Bioorganic & Medicinal Chemistry Letters (abgekürzt: Bioorg. Med. Chem. Lett.) ist eine zwei Mal im Monat im Peer-Review-Verfahren bei Elsevier erscheinende wissenschaftliche Fachzeitschrift. Sie erschien erstmals 1991 und behandelt Themen aus den Bereichen Medizinische Chemie, Chemische Biologie und Pharmaforschung.
Der Impact Factor der Zeitschrift lag 2022 bei 2,7. Chefredakteur ist Hang Yin von der Tsinghua-Universität.